# Theo Evan
Евангелос Теодору (грец. Ευάγγελος Θεοδώρου), відомий як Theo Evan — кіпріотський співак, автор пісень, танцівник та актор. Представник Кіпру на Пісенному конкурсі Євробачення 2025.

## Біографія
Евангелос Теодору народився та виріс у Нікосії, столиці Кіпру, у грецько-кіпріотській родині. Співами й танцями почав займатися зі 7 років, а з підліткового віку — писати пісні. У шкільні часи співав у шкільному хорі та виступав у різноманітних театральних постановках і шоу талантів на Кіпрі.
Після закінчення англійської школи в Нікосії переїхав до США, щоб вивчати музику в музичному коледжі Берклі в Бостоні. Навчання Теодору закінчив з відзнакою, і з того часу його тричі запрошували як почесного гостя на церемонію вручення дипломів університету, поряд із такими виконавцями, як Міссі Елліот, Фаррелл Вільямс, Джон Легенд і Джастін Тімберлейк. Після закінчення коледжу Теодору деякий час жив у Лос-Анджелесі, де почав будувати свою музичну кар'єру, а згодом повернувся до Нікосії.

## Кар'єра
У 2021 році Theo Evan випустив свій перший сингл «The Wall», який створений під впливом реггетону з використанням елементів електронної танцювальної музики, а текст посилається на сексуальні фантазії, які збуджують сексуальність людини. У 2022 році вийшли сингли «So Cold» та «Burn Us Down», які були зосереджені на темах емоційної насиченості, самоаналізу й самопрощення. «Save Me From Myself» і «Dark Side», що вийшли наступного року, розповідають про схильність до саморуйнування, яку мають люди, і про потребу в допомозі, щоб протистояти важким часам.
Як актор Theo Evan з'являвся в другому сезоні серіалу HBO «Ейфорія» в ролі статиста.
На початку 2024 року співак випустив дві пісні: «The Cost of Loosing You» та «Fading Dream», а 2 вересня був оголошений представником Кіпру на Пісенному конкурсі Євробачення 2025. Пісня, яка представляла країну на Євробаченні, була оголошена пізніше. Кіпрська делегація описує конкурсну композицію як потужну, унікальну й таку, яка може викликати дискусію та залишити незабутнє враження в історії Євробачення. Очікувалося, що трек поєднає попзвучання зі сучасними впливами.

### Артистизм
Музика Theo Evan натхненна Stromae, Майклом Джексоном та реггетоном. Його музичний стиль є поєднанням середземноморської попмузики, наповненої темними та суворими тонами, доповненими свіжим, сучасним попф'южном.